# Aéroport de Beaver Creek
L'aéroport de Beaver Creek est un aéroport situé au Yukon, au Canada.